# 歌のワイド90分!
『歌のワイド90分!』（うたのワイドきゅうじゅっぷん）は、日本テレビ系列局ほかで放送されていた日本テレビ製作の音楽番組である。日本テレビ系列局では1982年10月13日から1986年9月17日まで、毎週水曜 19:30 - 20:54 （日本標準時）に放送。ただし、プロ野球中継がある日には放送を休止していた。

## 概要
その名の通り、毎回90分近い枠で生放送されていた番組で、主に演歌・歌謡曲の最新曲を紹介していた。
番組は、当時カラオケブームだったこともあってカラオケ関連のコーナーを設けていた。北と南に分かれてのカラオケ歌合戦。お立ち台へ走って行って歌うタイプのイントロ当てクイズ（ただし、竜鉄也がゲストの回では、着席した状態での早押しタイプに変更）。『ザ・トップテン』をベースにした「ご当地カラオケトップテン」のコーナーでは、三笑亭夢之助と宮尾すすむを交え、生中継先とスタジオとをリレーしていた。
番組の発案者は『スター誕生!』のプロデューサーだった池田文雄で、他に田中義一がプロデューサーとして、重松修、神戸文彦、庄司文雄らがディレクターとして番組制作に携わっていた。
この番組は、日本テレビ麹町分室（当時は本社）の北本館1階にあるGスタジオ（2代目、2020年解体）の「こけら落とし番組」であると、初回放送で司会の徳光和夫が紹介していた。これは、Gスタジオがある北本館が老朽化に伴って改築され、本番組が改築後のGスタジオを最初に（しかも生放送で）使う番組となったことによる。
2時間の拡大特番は「歌のワイド90分!+30」のタイトルで放送。
・演奏 - 高橋達也と東京ユニオン
・指揮 - 高橋達也

## 司会

### 1982年10月 - 1986年3月
- 徳光和夫（当時日本テレビアナウンサー）
- 神保美喜

### 1986年4月 - 1986年9月
- 泉ピン子
- きくち教児

### 補足
徳光はこの番組を降板した後、1987年3月まで『歌のトップテン』の司会を務めていた。また、中京ローカルのローカルタレントとして活躍するきくちは当時徳光と共演していた『ズームイン!!朝!』の中京テレビ担当キャスターも務めていたが、水曜夜に東京から生放送のこの番組に出演するため、木曜朝の『ズームイン』のみ別の者にキャスターを任せていた。

## 放送局
系列は放送終了時のもの。
| 放送対象地域   | 放送局         | 系列                                         | 備考                                              |
| -------------- | -------------- | -------------------------------------------- | ------------------------------------------------- |
| 関東広域圏     | 日本テレビ     | 日本テレビ系列                               | 製作局                                            |
| 北海道         | 札幌テレビ     | 日本テレビ系列                               |                                                   |
| 青森県         | 青森放送       | 日本テレビ系列 テレビ朝日系列                |                                                   |
| 岩手県         | テレビ岩手     | 日本テレビ系列                               |                                                   |
| 宮城県         | ミヤギテレビ   | 日本テレビ系列                               |                                                   |
| 秋田県         | 秋田放送       | 日本テレビ系列                               |                                                   |
| 山形県         | 山形放送       | 日本テレビ系列 テレビ朝日系列                |                                                   |
| 福島県         | 福島中央テレビ | 日本テレビ系列                               |                                                   |
| 山梨県         | 山梨放送       | 日本テレビ系列                               |                                                   |
| 新潟県         | テレビ新潟     | 日本テレビ系列                               |                                                   |
| 長野県         | テレビ信州     | 日本テレビ系列 テレビ朝日系列                | 1983年10月22日から。                              |
| 静岡県         | 静岡第一テレビ | 日本テレビ系列                               |                                                   |
| 富山県         | 北日本放送     | 日本テレビ系列                               |                                                   |
| 石川県         | 北陸放送       | TBS系列                                      | 1984年3月28日打ち切り                             |
| 福井県         | 福井放送       | 日本テレビ系列                               |                                                   |
| 中京広域圏     | 中京テレビ     | 日本テレビ系列                               |                                                   |
| 近畿広域圏     | 読売テレビ     | 日本テレビ系列                               |                                                   |
| 鳥取県・島根県 | 日本海テレビ   | 日本テレビ系列 テレビ朝日系列                |                                                   |
| 広島県         | 広島テレビ     | 日本テレビ系列                               |                                                   |
| 山口県         | 山口放送       | 日本テレビ系列 テレビ朝日系列                |                                                   |
| 徳島県         | 四国放送       | 日本テレビ系列                               |                                                   |
| 香川県・岡山県 | 西日本放送     | 日本テレビ系列                               |                                                   |
| 愛媛県         | 南海放送       | 日本テレビ系列                               |                                                   |
| 高知県         | 高知放送       | 日本テレビ系列                               |                                                   |
| 福岡県         | 福岡放送       | 日本テレビ系列                               |                                                   |
| 長崎県         | テレビ長崎     | フジテレビ系列 日本テレビ系列                |                                                   |
| 熊本県         | 熊本県民テレビ | 日本テレビ系列                               |                                                   |
| 大分県         | テレビ大分     | フジテレビ系列 日本テレビ系列 テレビ朝日系列 | 1985年12月打ち切り                                |
| 鹿児島県       | 鹿児島テレビ   | フジテレビ系列 日本テレビ系列                |                                                   |
| 沖縄県         | 琉球放送       | TBS系列                                      | 1985年 - 1986年に『木曜スペシャル』枠で不定期放送 |